# Поле Полтавской битвы
Госуда́рственный исто́рико-культу́рный запове́дник «По́ле Полта́вской би́твы» (укр. Державний історико-культурний заповідник «Поле Полтавської битви») — крупнейший культурный научно-методический центр, посвящённый Полтавской битве и истории стран-участниц Великой Северной войны.

## История
В 1909 году по инициативе преподавателя истории Полтавского кадетского корпуса Ивана Францевича Павловского на поле битвы был открыт музей. В 1981 году музей истории Полтавской битвы и комплекс памятников, связанных со сражением, были объявлены государственным историко-культурным заповедником «Поле Полтавской битвы». Общая площадь заповедника составила 771,5 га.
В 1994 году в музее появилась выставка «Казацкая держава», посвящённая запорожским казакам, сражавшимся как на стороне русских войск, так и на стороне шведских. Заповедник позднее был включён в реестр ICOMAM (International Committee for Museums of Arms and Military History) — Международной организации военно-исторических музеев под эгидой ЮНЕСКО.

## Состав заповедника
В состав заповедника входят следующие памятники культуры:
- Музей истории Полтавской битвы (1909) и памятник Петру I (1915)
- Десять гранитных обелисков на месте редутов (1939)
- Памятники шведским войскам, воздвигнутые русскими и шведами (1909)
- Памятник на месте переправы через Ворсклу (1959)
- Памятный знак на месте командного пункта Петра I (1973)
- Братская могила русских воинов (1894)
- Сампсониевская церковь (1852—1856, реконструирована в 1895)
- Памятник Петру I перед музеем истории Полтавской битвы. Демонтирован в феврале 2025 года по решению властей Украины (по решению министерства культуры и информационной политики Украины)[1].
- Памятник защитникам Полтавской крепости и её коменданту Алексею Келину (1909)
- Памятник Славы (1811)
- Памятник на месте отдыха Петра I (1849)
- Спасская церковь (1705—1706, реконструирована в 1845)
- Крестовоздвиженский монастырь (1650)
- Памятник казакам (1994)

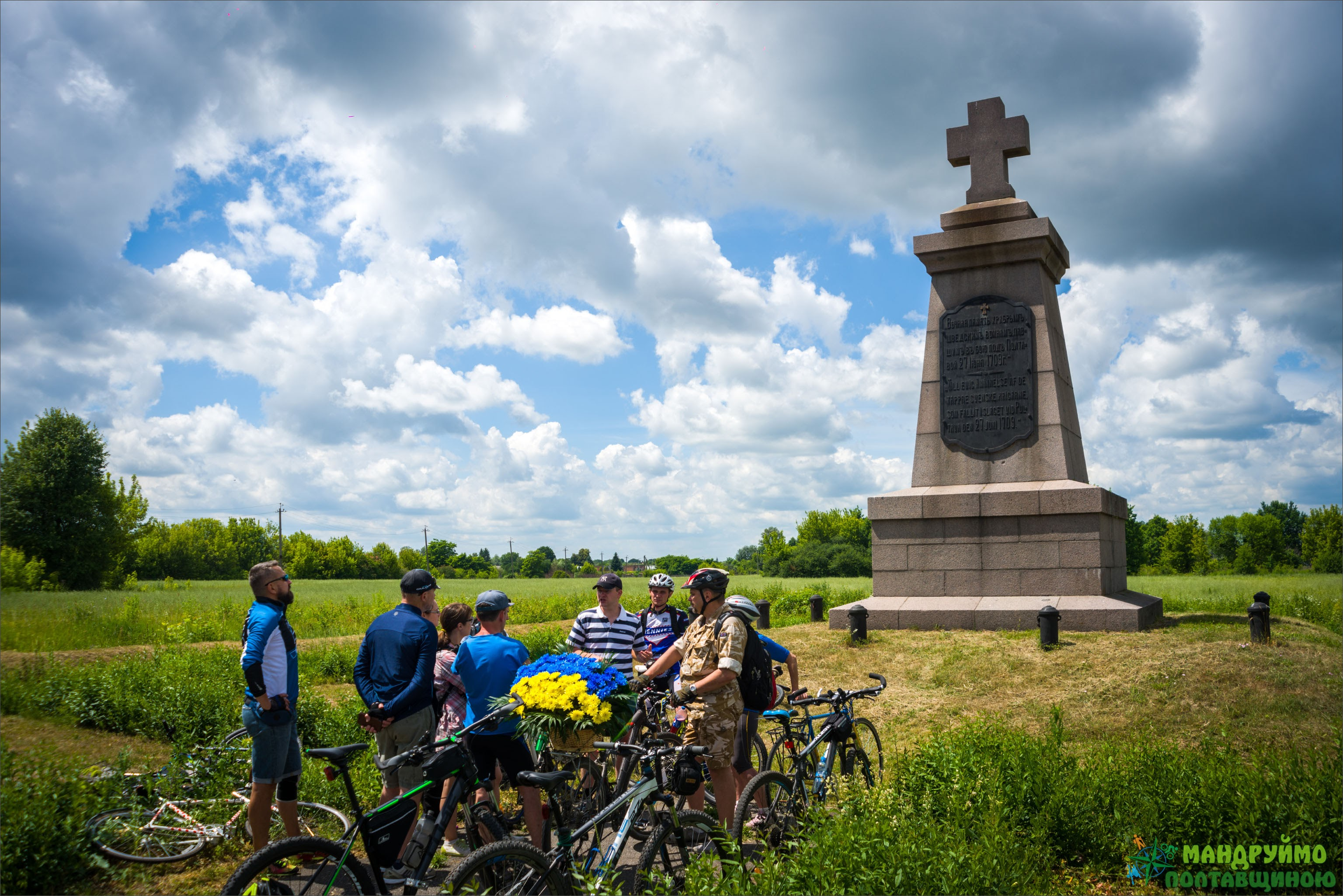
Памятник шведам от русских
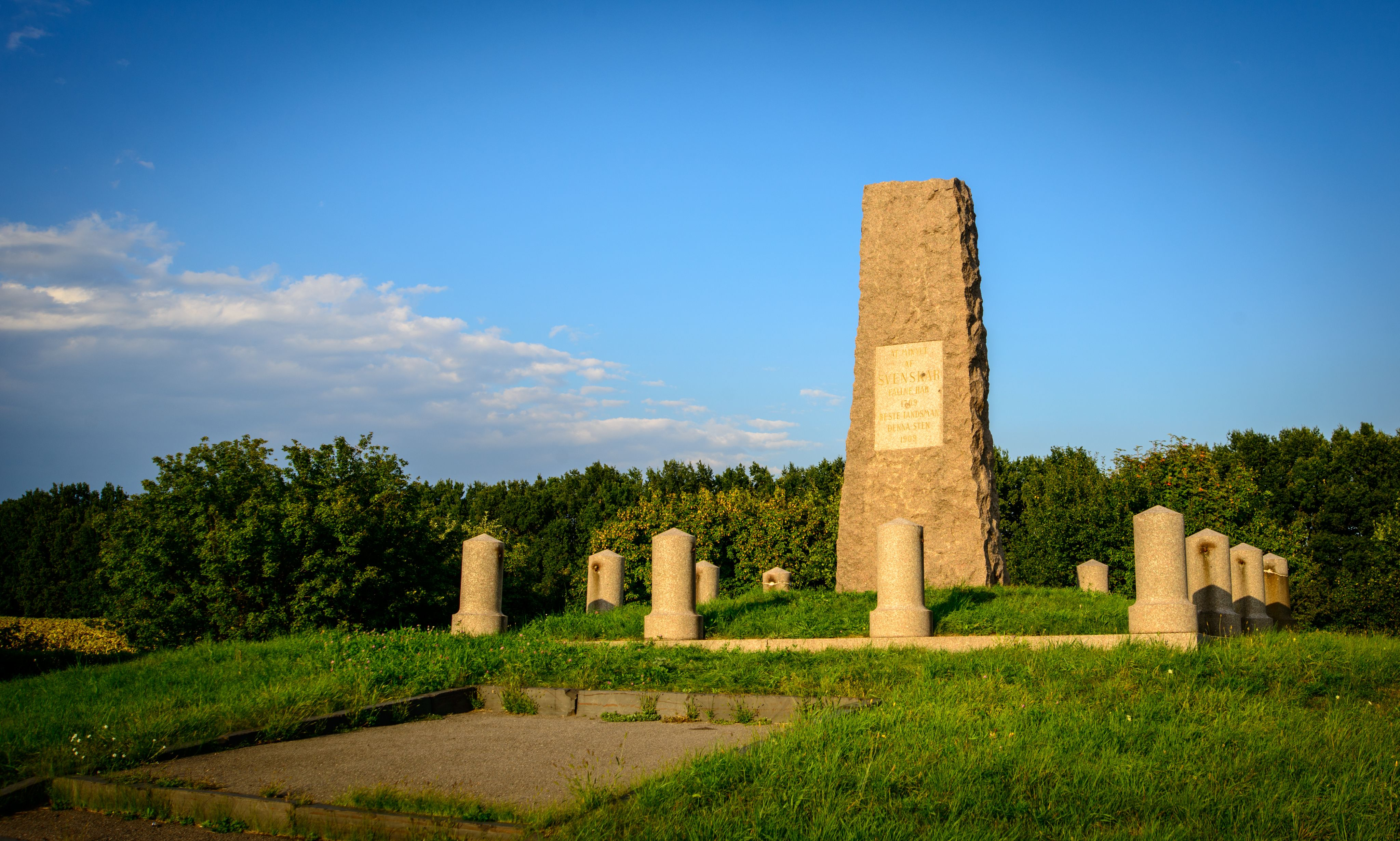
Памятник шведам от шведов
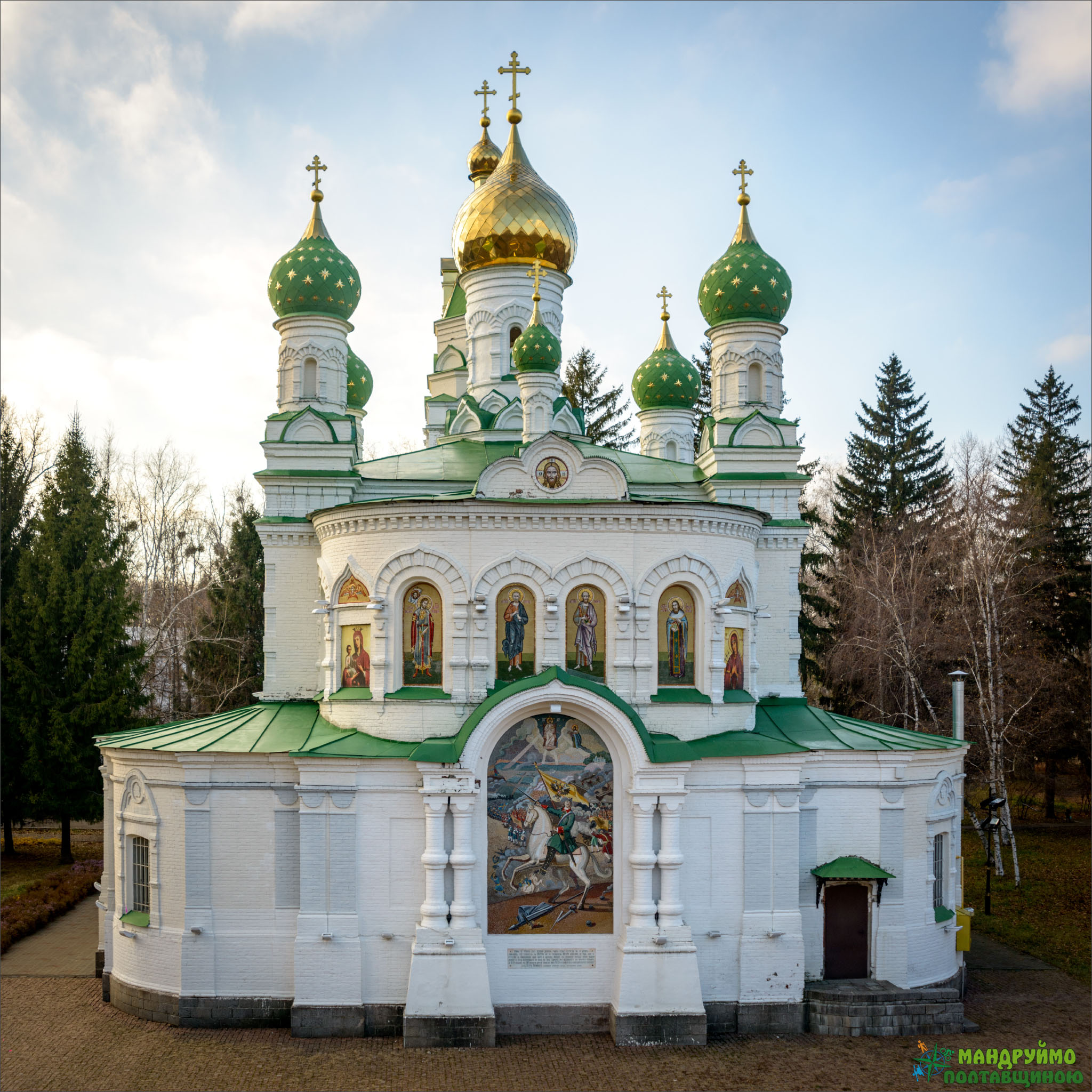
Сампсониевская церковь
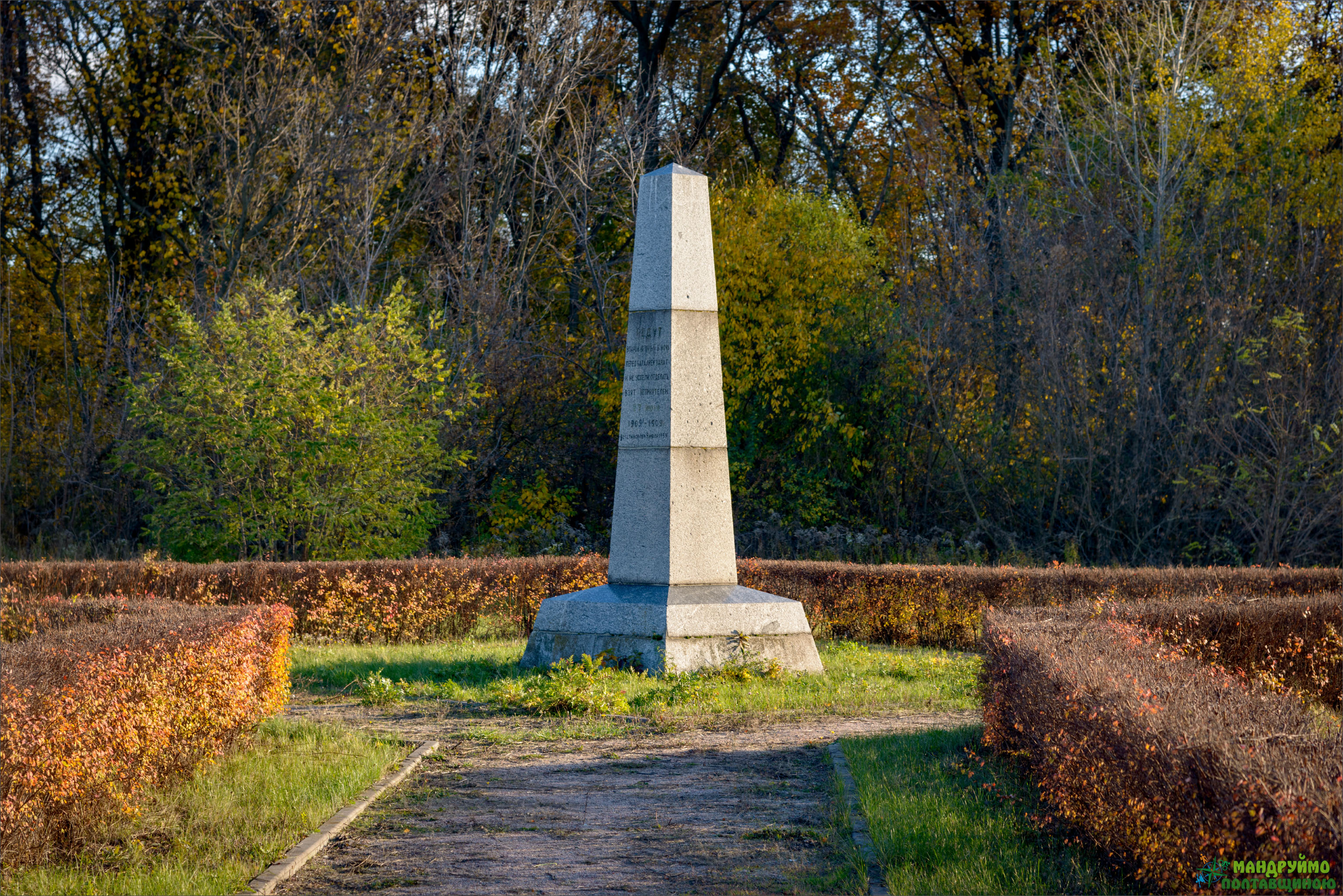
Обелиск на месте редута
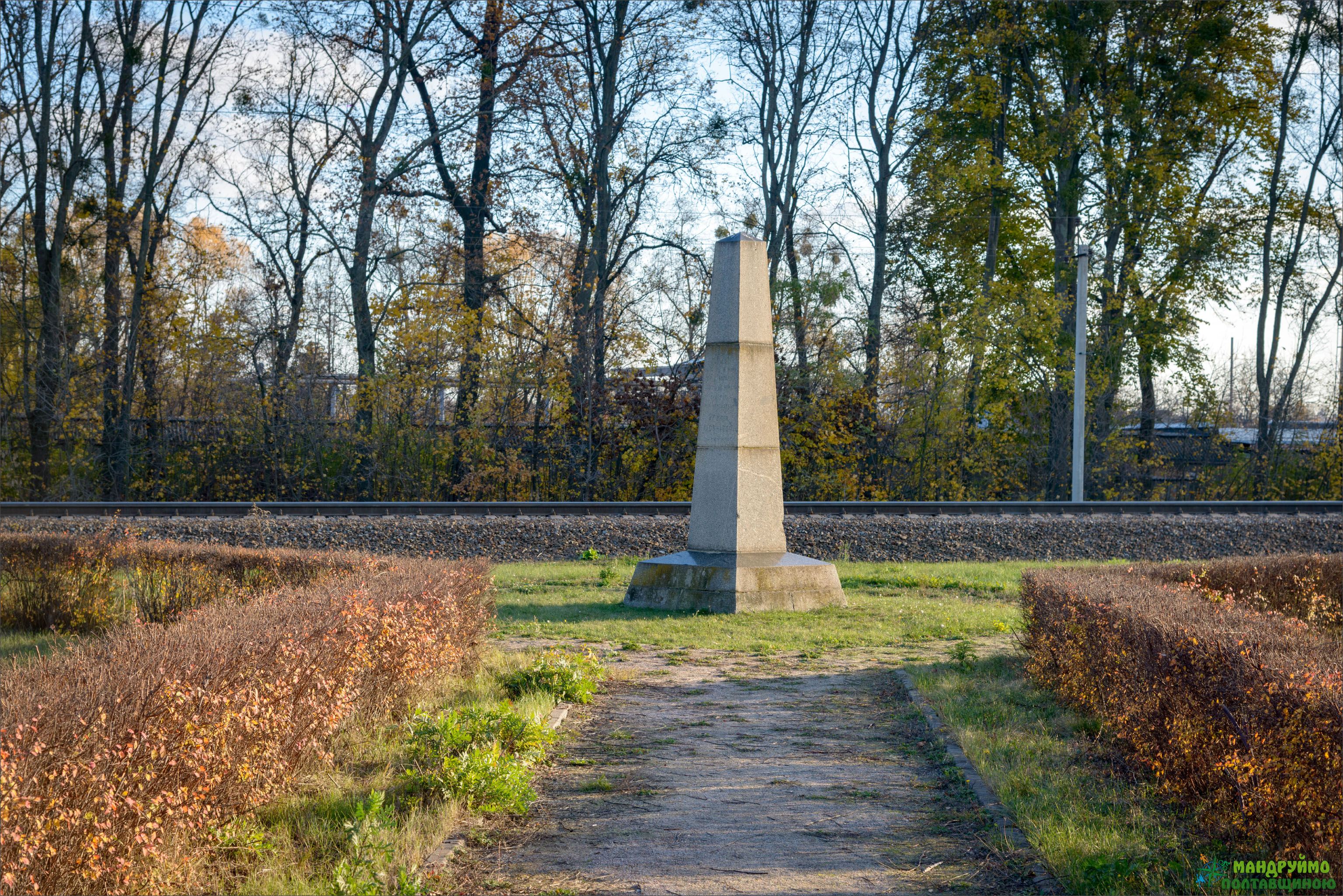
Обелиск на месте редута
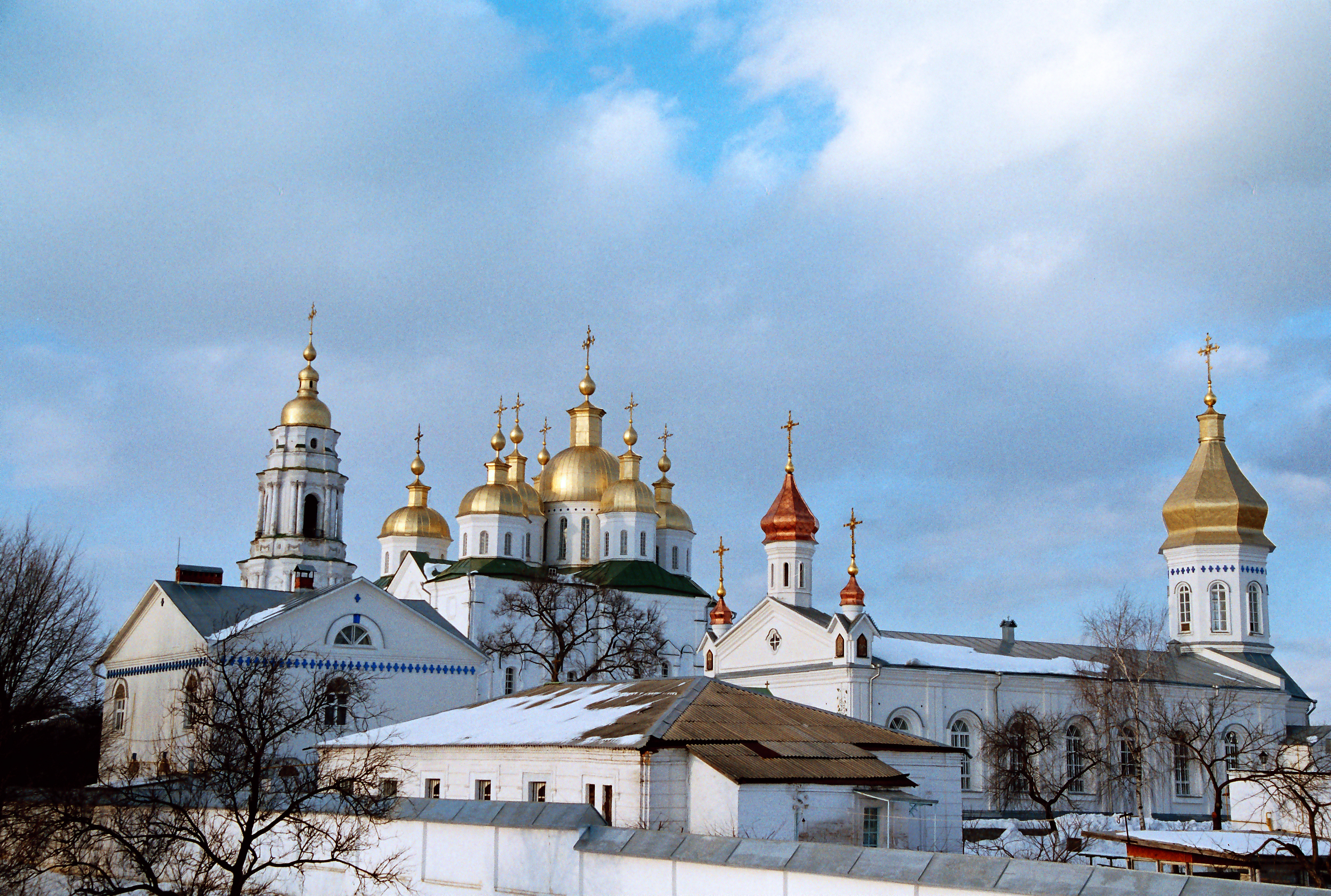
Крестовоздвиженский монастырь
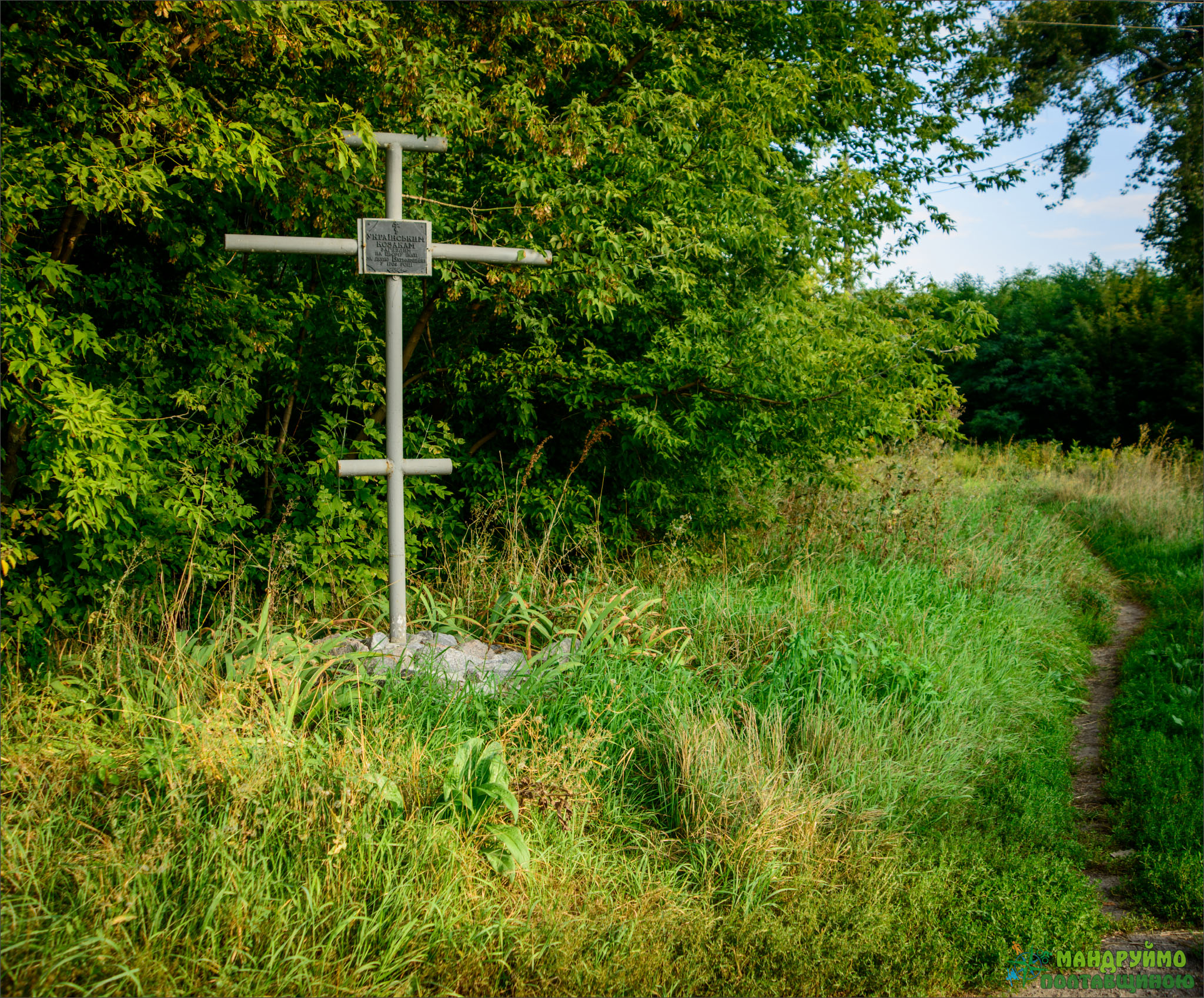
Памятник украинским казакам
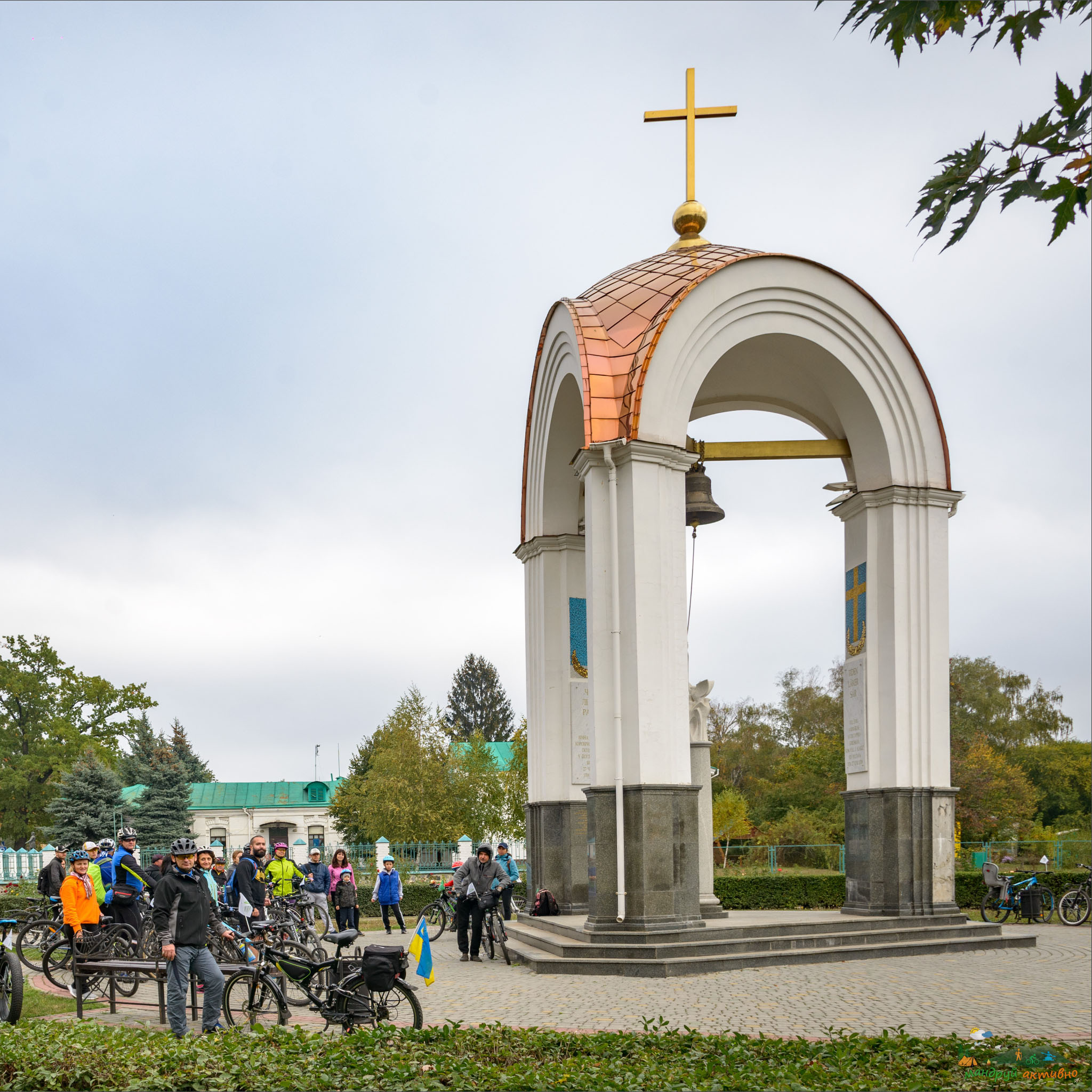
Ротонда памяти воинов, погибших в Полтавской битве
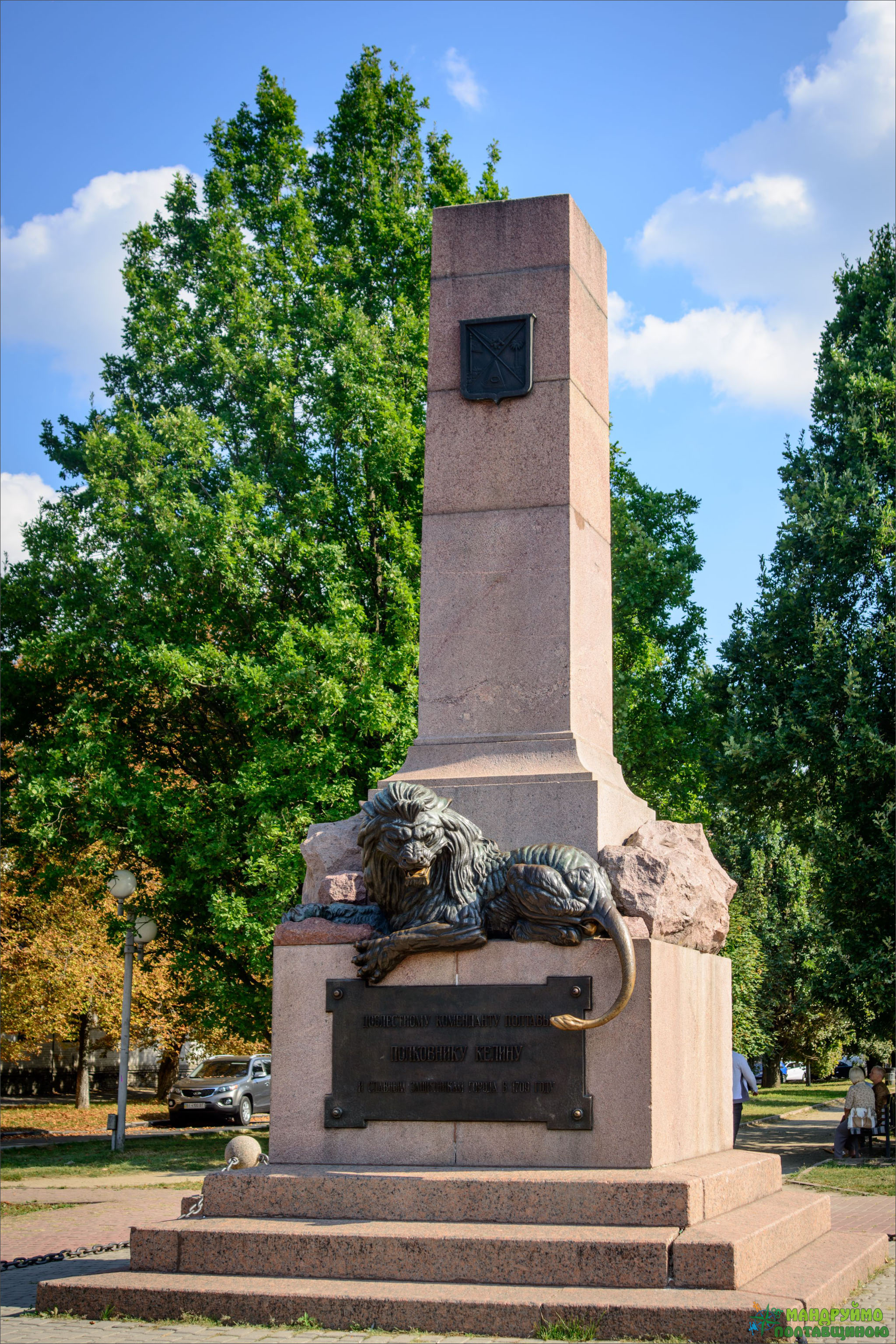
Памятник коменданту крепости Алексею Келину
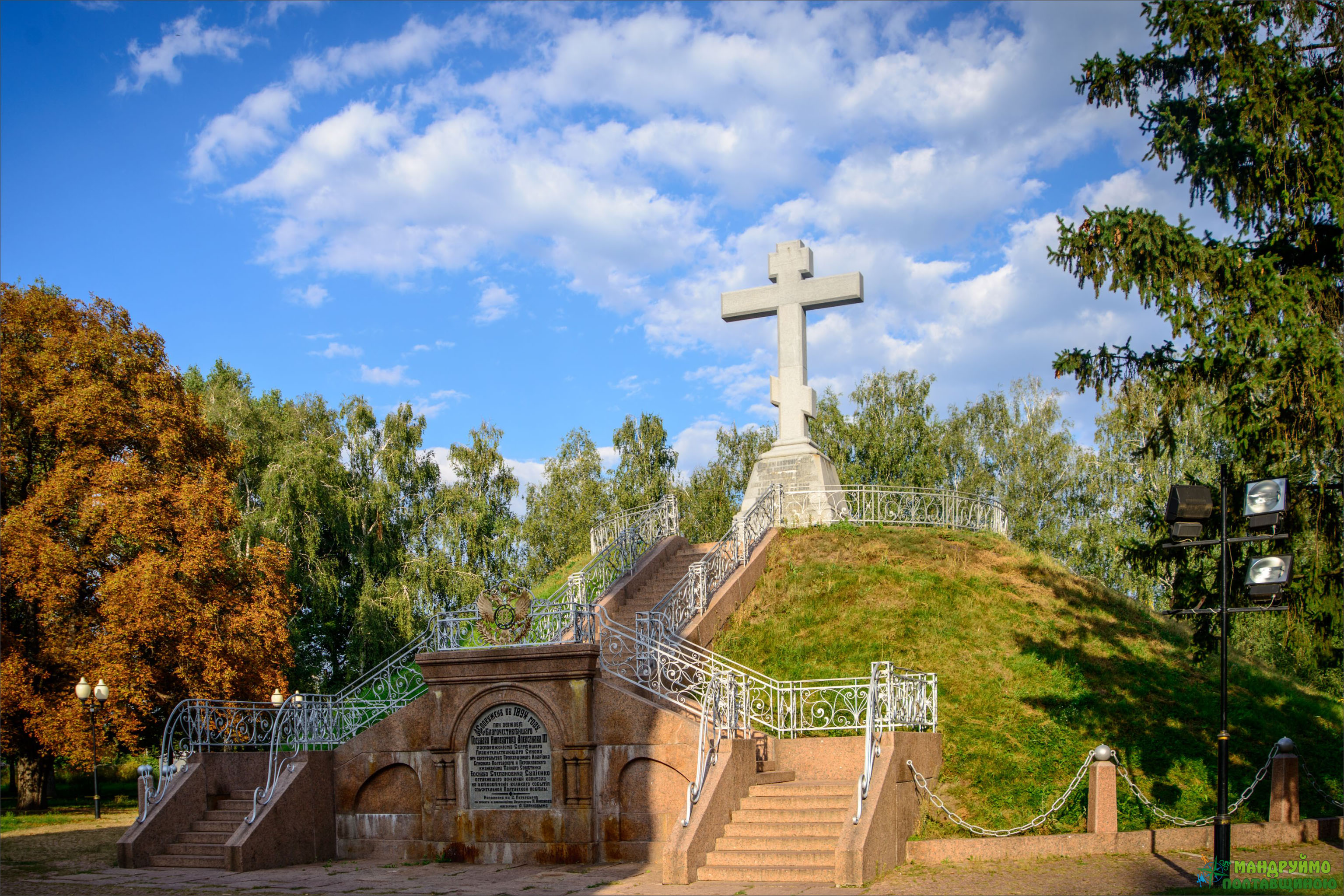
Братская могила русских воинов
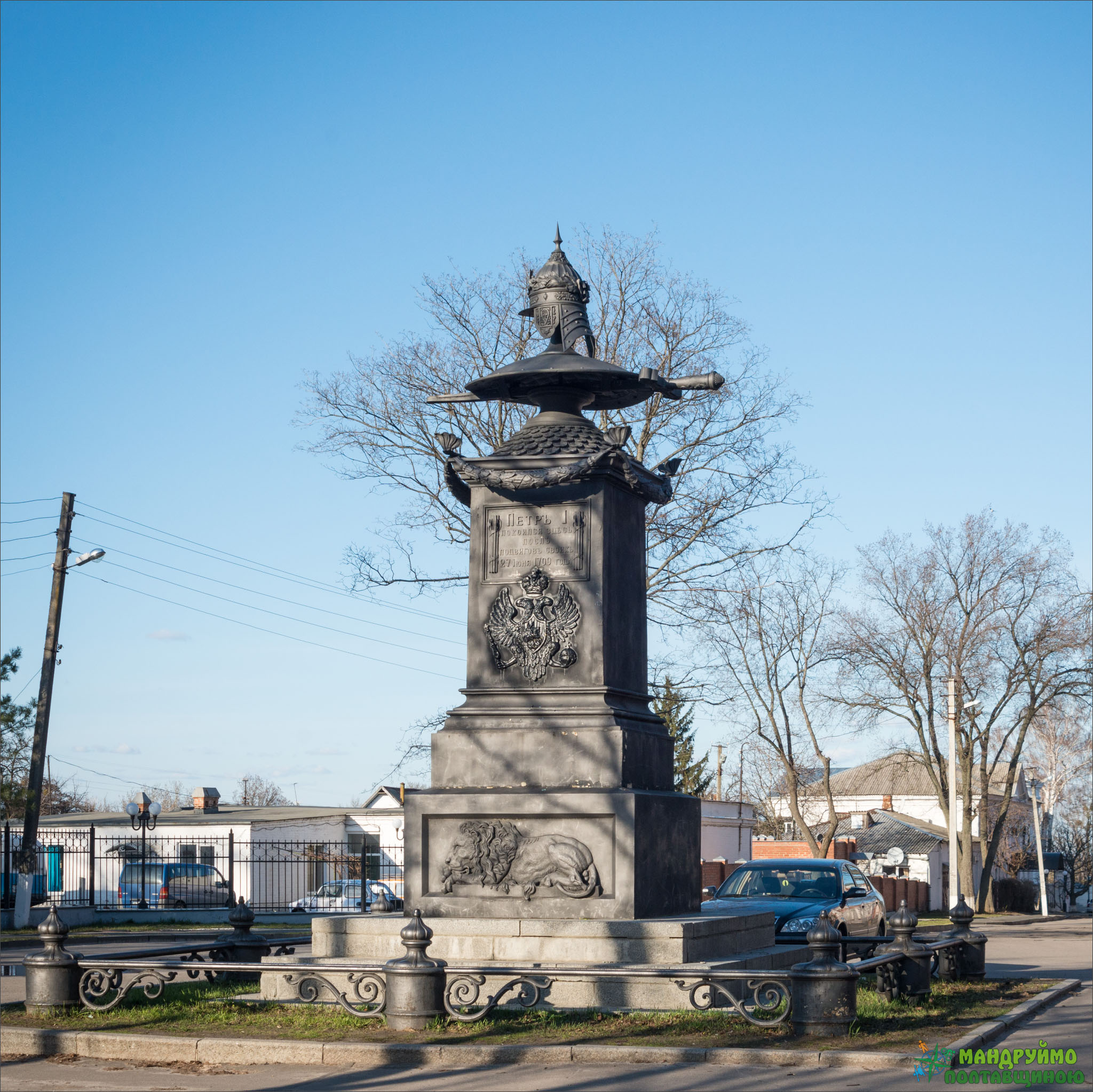
Памятник на месте отдыха Петра I

## Музей истории
В музее истории хранятся экспонаты времён войны из России, с Украины, из Швеции, Турции, Польши и Дании. В девяти экспозиционных залах представлены бесценные исторические реликвии: холодное и огнестрельное оружие, медали, монеты, живописные полотна, портреты, иконы, гравюры, знамёна, обмундирование, редкие книги, карты, грамоты и другие исторические источники времён войны.